# گاتا کامسکی
گاتا رستمویچ کامسکی (به انگلیسی: Gata Rustemovich Kamski) ‏(۲ ژوئن ۱۹۷۴) شطرنجباز آمریکایی است که پنج بار قهرمان شطرنج آمریکا(۱۹۹۱، ۲۰۱۰، ۲۰۱۱، ۲۰۱۳ و ۲۰۱۴) و یک بار قهرمان شطرنج سریع جهان (۲۰۱۰) شده است و در سال ۱۹۹۶ برای تصاحب عنوان قهرمانی شطرنج جهان فیده به رقابت با آناتولی کارپف پرداخت. آخرین ریتینگ او ۲۷۱۲ در ژوئن ۲۰۱۴ است که او را در ردهٔ دوم آمریکا و سی و ششم جهان قرار داده است.
کامسکی در سال ۱۹۷۴ در خانواده‌ای از قوم تاتار در نووکوزنتسک شوروی به دنیا آمد. او در ۱۲ سالگی مارک تایمانوف استاد بزرگ معروف را در یک تورنمنت شکست داد و در سال ۱۹۸۷ و ۱۹۸۸ در سیزده و چهارده سالگی قهرمان جوانان زیر ۲۰ سال شوروی شد. سال بعد او به آمریکا مهاجرت کرد و در سال ۱۹۹۰ با قهرمانی در تورنمنت تیلبورگ (به طور مشترک با واسیلی ایوانچوک) جوان‌ترین شخصی شد که در فهرست ده شطرنج‌باز برتر فیده قرار می‌گیرد، در حالی‌که هنوز هیچ عنوان استادی فیده را دریافت نکرده بود و در رنکینگ قبلی در جمع ۱۰۰ نفر اول هم قرار نداشت. البته در همان سال فیده عنوان استاد بزرگ شطرنج را به او اعطا کرد. کامسکی سال بعد قهرمان شطرنج آمریکا شد و چندین تورنمنت معتبر از جمله بوئنوس آیرس ۱۹۹۳ و لاس پالماس ۱۹۹۴ را فتح کرد.
اوج شطرنج او در سال‌های ۱۹۹۵ و ۱۹۹۶ بود که برای مدتی تا رتبه چهارم رنکینگ جهانی هم صعود کرده بود. او در انتخابی مسابقه قهرمانی شطرنج جهان ۱۹۹۴-۱۹۹۵ (برای رقابت با کاسپاروف) با پیروزی بر نایجل شورت و ولادیمیر کرامنیک تا فینال صعود کرد اما در این مرحله مغلوب ویسواناتان آناند شد. او در سال ۱۹۹۶ به فینال قهرمانی شطرنج جهان فیده هم رسید و در این رقابت‌ها آناند را شکست داد، اما آناتولی کارپف با نتیجه ۱۰٫۵ به ۷٫۵ (۹ مساوی، ۳ برد، ۶ باخت) او را شکست داده و عنوان خود را حفظ کرد.
کامسکی پس از ناکامی در رسیدن به عنوان قهرمانی جهان اعلام کرد برای ادامه تحصیلات خود از شطرنج حرفه‌ای کناره‌گیری می‌کند و بین سال‌های ۱۹۹۷ تا ۲۰۰۴ تقریباً هیچ مسابقه رسمی برگزار نکرد. با این حال پس از بازگشت به دنیای شطرنج در سال ۲۰۰۴ دوباره در جمع شطرنج‌بازان برتر دنیا قرار گرفت و قهرمان جام جهانی شطرنج ۲۰۰۷ شد و با این قهرمانی مسابقه‌ای با وسلین توپالف برای تعیین رقیب آناند در مسابقه قهرمانی جهان ۲۰۱۰ را برگزار کرد که در این دیدار مغلوب توپالف بلغار شد. وی در تورنمنت کاندیداتوری قهرمانی جهان ۲۰۱۱ برای تعیین رقیب آناند در مسابقه قهرمانی جهان ۲۰۱۲ هم شرکت داشت که در نیمه نهایی مغلوب بوریس گلفاند اسرائیلی شد. قهرمانی شطرنج آمریکا در سال‌های ۲۰۱۰ و ۲۰۱۱ و قهرمانی شطرنج سریع جهان در سال ۲۰۱۰ در ماینس از مهمترین موفقیت‌های او پس از ورود دوباره به دنیای شطرنج بوده است.